# Urville (Manche)
Urville ist eine französische Gemeinde mit 196 Einwohnern (Stand 1. Januar 2022) im Département Manche in der Region Normandie. Sie gehört zum Arrondissement Cherbourg und zum Kanton Valognes. 
Sie grenzt im Norden an Hémevez, im Osten an Le Ham, im Südosten an Orglandes, im Südwesten an Hautteville-Bocage, im Westen an Colomby und im Nordwesten an Flottemanville.

## Bevölkerungsentwicklung
| Jahr      | 1962 | 1968 | 1975 | 1982 | 1990 | 1999 | 2008 | 2018 |
| --------- | ---- | ---- | ---- | ---- | ---- | ---- | ---- | ---- |
| Einwohner | 208  | 192  | 172  | 186  | 213  | 184  | 189  | 209  |

## Sehenswürdigkeiten
- Herrenhaus Urville, seit 1997 als Monument historique ausgewiesen
- Kirche Saint-Julien, seit 1997 Monument historique

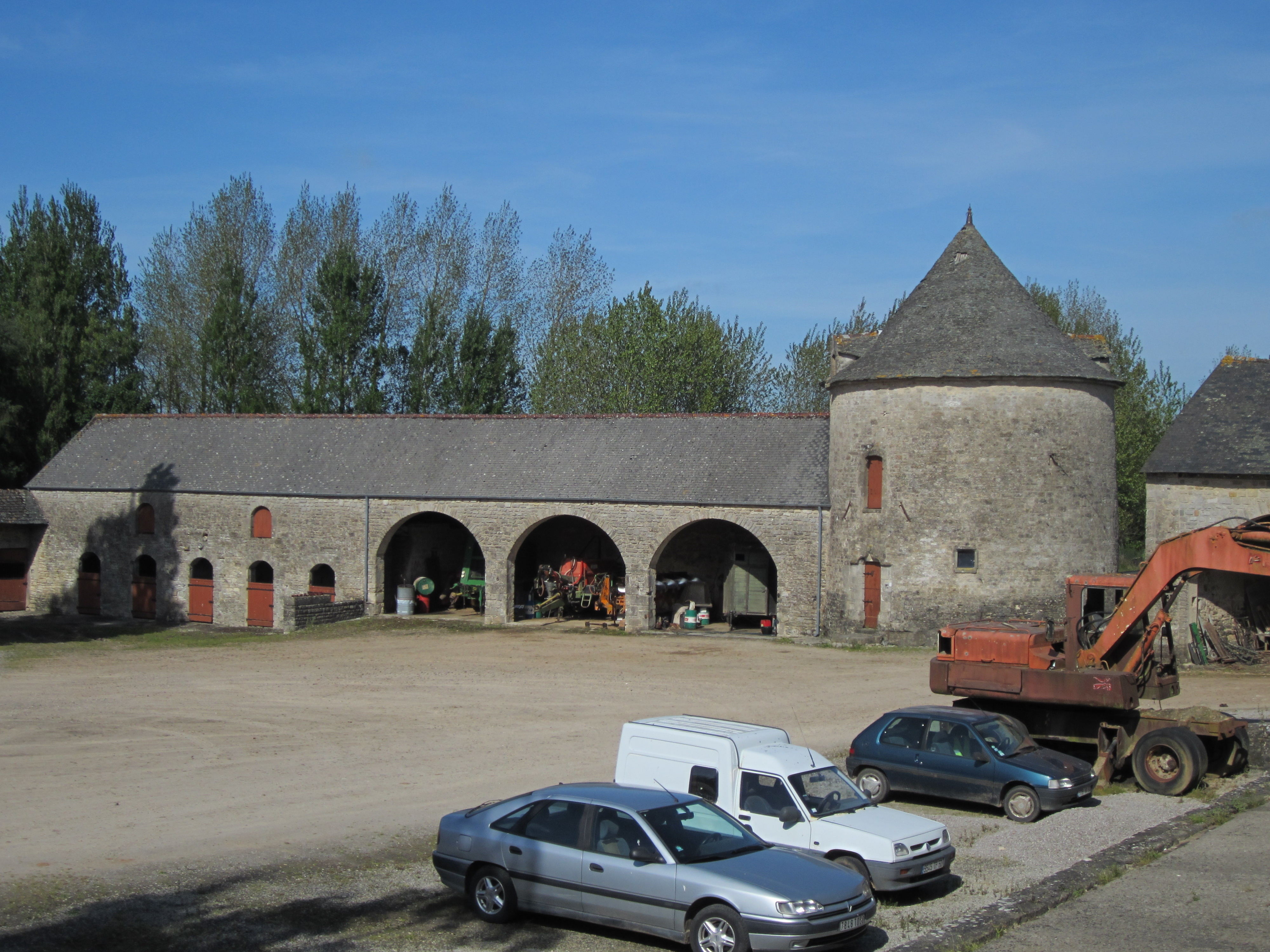
Herrenhaus
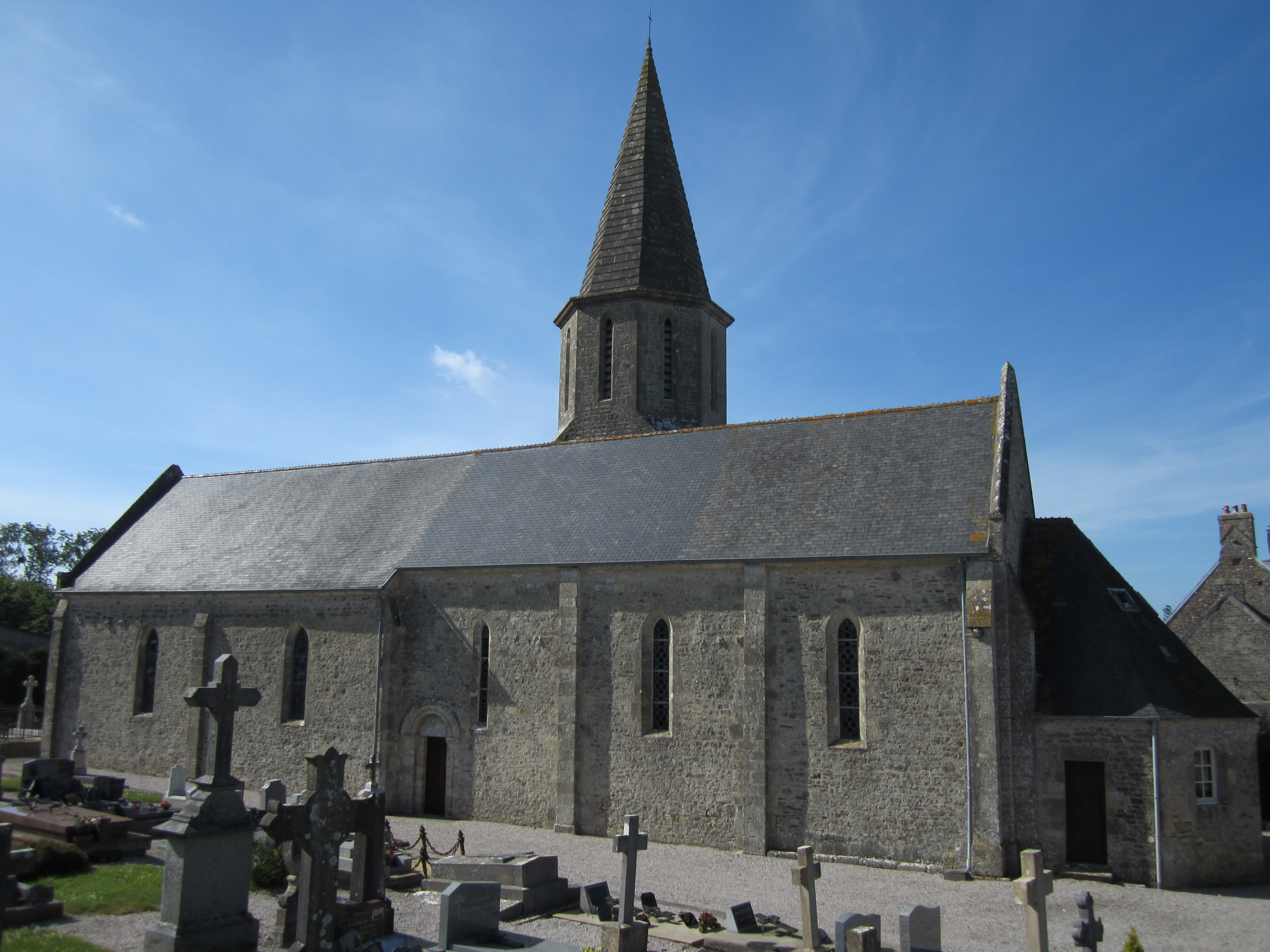
Kirche Saint-Julien
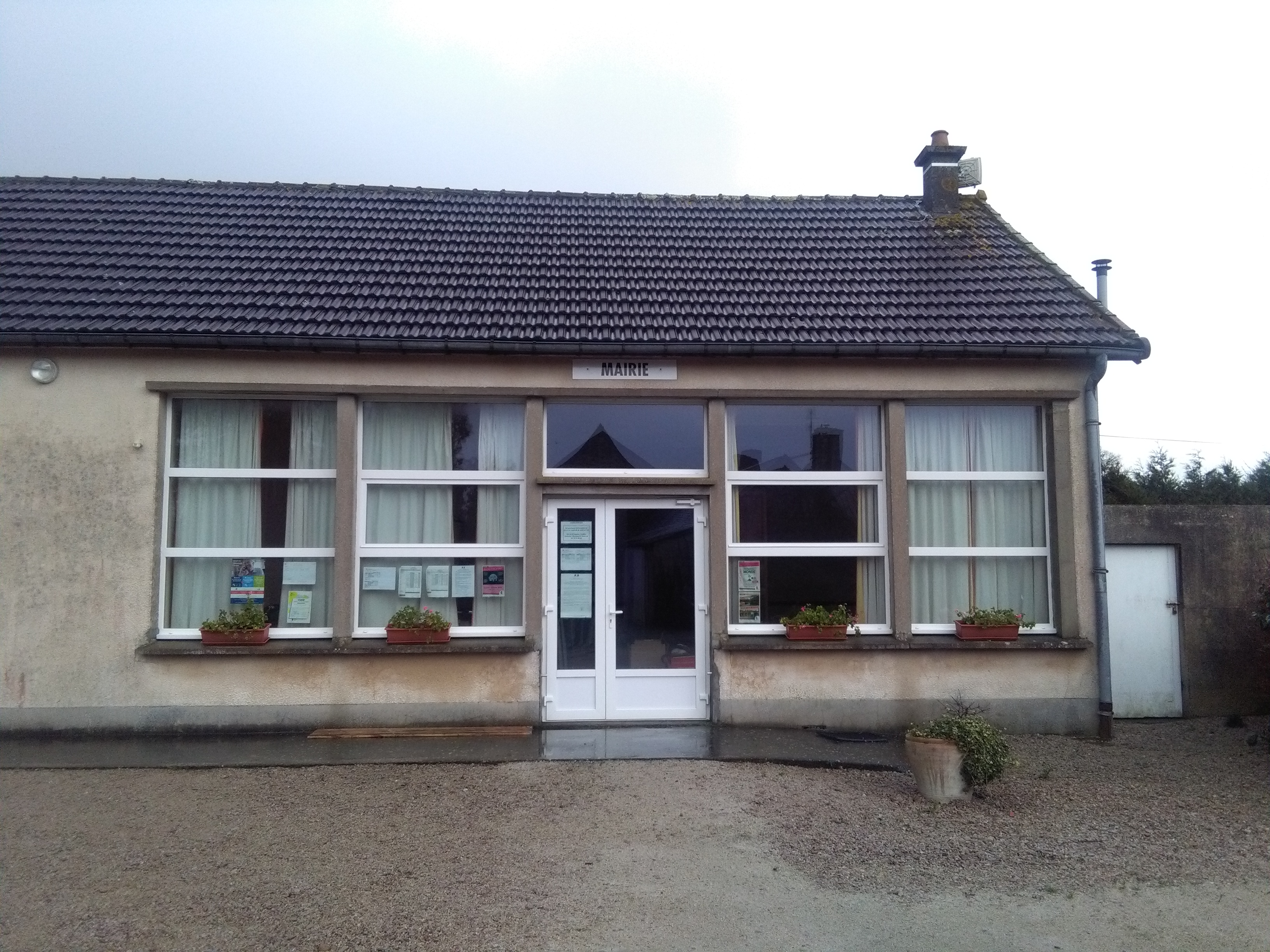
Die Mairie